# Frank Miller

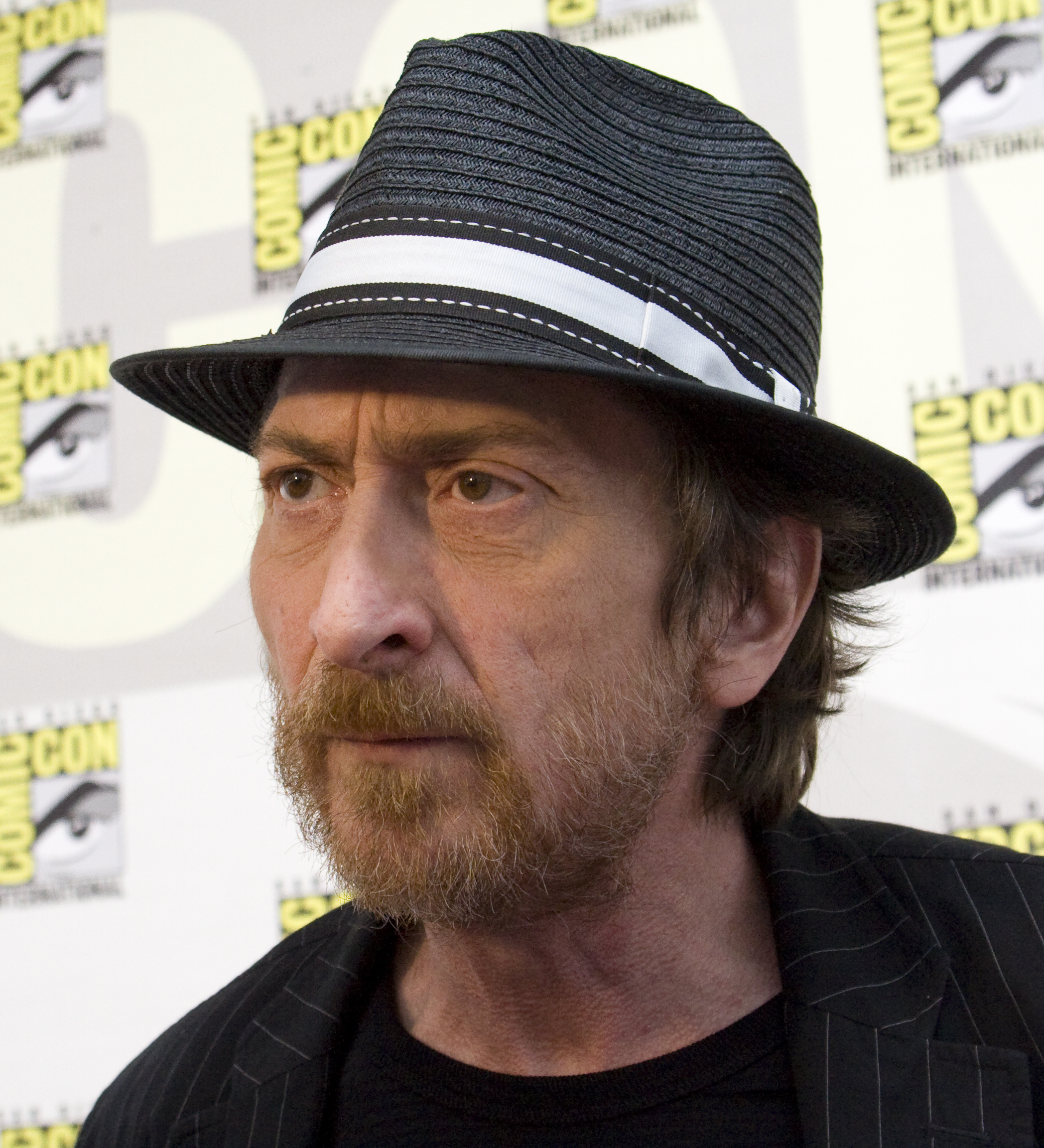
Frank Miller auf der San Diego Comic Con 2008

Frank Miller (* 27. Januar 1957 in Olney, Maryland) ist ein US-amerikanischer Comicautor, Schriftsteller, Drehbuchautor und Regisseur. Er ist vor allem durch seine stilbildenden Comicgeschichten bekannt.

## Leben
Aufgewachsen ist Miller in Montpelier, Vermont. Er wurde professioneller Comiczeichner und arbeitete für eine Reihe von großen amerikanischen Verlagen, zum Beispiel Gold Key, DC Comics und Marvel. Schon in seiner Zeit an der Highschool veröffentlichte er erste Comics und lernte seinen späteren Mentor Neal Adams kennen. Zwei Geschichten von The Spectacular Spider-Man öffneten ihm die Tür bei Marvel. Bald war er der Hauptzeichner von Daredevil und übernahm auch die Titelgestaltung. Weiter arbeitete er erfolgreich mit dem Inker Klaus Janson zusammen.

## Stil
Frank Miller arbeitet mit starken grafischen Kontrasten. Sein düsterer Schwarzweiß-Zeichenstil ist nach eigenen Angaben durch den Film noir der vierziger Jahre inspiriert. Weitere typische Stilmittel sind die Ausnutzung von Perspektiven und seitenfüllenden Bildern. Die für Superhelden-Comics komplexen Storys sind gezeichnet von zynischen und schwermütigen Figuren und Außenseitern. In Millers Geschichten fordert jeder Sieg einen Preis, oft das Leben des Protagonisten. Ein weiteres Element, das Miller oft anwendet, ist die Wiederholung von (häufig nur kurzen) Sätzen. Exemplarisch hierfür ist der Satz Hartigans in Sin City: „Ein alter Mann stirbt, ein junges Mädchen lebt – fairer Tausch.“

## Comics

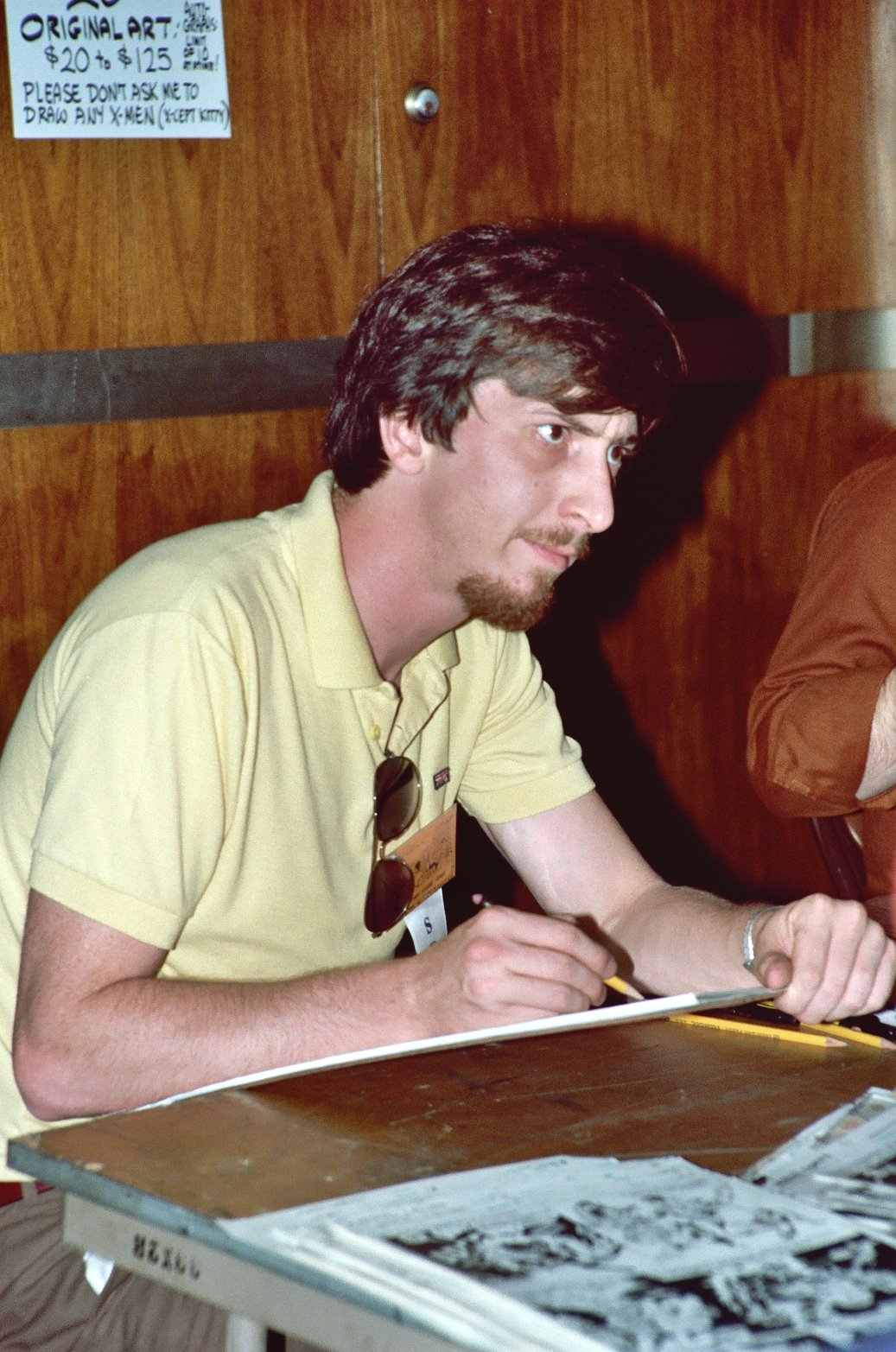
Miller auf der San Diego Comic-Con 1982

Millers erste erfolgreiche Arbeiten waren Bearbeitung und Neudefinitionen von wohlbekannten Comic-Ikonen wie Batman (1986) und Daredevil (ab 1979); ab US-Daredevil (1. Serie) #158 im Mai 1979 als Zeichner und ab Heft-Nummer #165 auch als Autor. In dieser Zeit schuf Miller auch die Comicfigur Elektra für US-Daredevil #168 im Januar 1981.
Zu einem seiner bekanntesten Werke zählt The Dark Knight Returns (deutsch: Batman – Die Rückkehr des Dunklen Ritters oder Batman – Der Dunkle Ritter kehrt zurück). Miller porträtiert einen gealterten Batman als einen gewalttätigen, etwas verwirrten Ordnungshüter, Welten entfernt vom Weltverbesserer der Batman-Fernsehserie aus den 60ern mit Adam West. Millers Interpretation prägte die Figur nachhaltig, was sich hinzieht bis zu Tim Burtons Film Batman, und Comics anderer Autoren wie The Killing Joke von Alan Moore oder Arkham Asylum von Grant Morrison. Nach dem Erfolg von The Dark Knight Returns schrieb Miller 1987 die US-Hefte Batman #404–407 (1987). Gezeichnet werden die Hefte von David Mazzucchelli. Die vier Hefte sind unter dem Namen Batman: Year One (deutsch: Batman – das erste Jahr) nachgedruckt und bekannt geworden.
Während der Zeit als freier Comiczeichner wurde Miller zunehmend Stimmführer der amerikanischen Künstlerrechte-Bewegung. Ab 1980 begann er, sich zunehmend seinen eigenen Arbeiten zu widmen. Ronin (1983), eine SF-Samurai-Geschichte für DC Comics, war die erste von vielen Produktionen, die Millers damalige Ehefrau Lynn Varley kolorierte. Weitere erwähnenswerte Werke dieser Periode sind Give Me Liberty (in Zusammenarbeit mit Dave Gibbons) und Hard Boiled (mit Geof Darrow).
Miller beeinflusste viele amerikanische Comicleser dahingehend, japanische Manga zu lesen. Er schrieb Einleitungen und illustrierte die ersten Cover der 28-teiligen Taschenbuchausgabe von Kazuo Koike und Gōseki Kojimas Lone Wolf & Cub, als sie 1990 auf Englisch erschien.
Sin City war Millers erstes Soloprojekt. Die Reihe schwarz-weiß gehaltener Kriminalgeschichten wurde von Dark Horse Comics und in Deutschland zunächst vom Carlsen Verlag herausgegeben, später fortgesetzt vom Schreiber und Leser Verlag. Vereinzelte Geschichten wurden später von Extrem Erfolgreich Entertainment veröffentlicht. Derzeit wird Sin City von Cross Cult herausgegeben. Der deutsche Verlag hat zudem Millers Werke 300, in dem er die Geschichte der Schlacht bei den Thermopylen in seiner einzigartigen Comicsprache nacherzählt, sowie Frank Millers RoboCop, ein nach einem Originaldrehbuch von Miller aufbereitetes Comic, im Programm.

## Drehbücher
Miller schrieb eine Reihe von Drehbüchern, unter anderem zu RoboCop 2 und RoboCop 3. Die von Juan José Ryp illustrierte Serie Frank Miller’s RoboCop basiert auf Millers Drehbuch zu RoboCop 2, die Rechte liegen bei Avatar Press. Nach RoboCop 3 gab Miller an, keine Erlaubnis mehr für Filmadaptionen seiner Comics zu geben.
Der Film Daredevil mit Ben Affleck aus dem Jahr 2003 verarbeitet viele Elemente von Millers Geschichten. Als Spin-off wurde der Film Elektra gedreht.
Robert Rodriguez überzeugte Miller mit einem eigens gedrehten Kurzfilm, seine Erlaubnis zur Verfilmung von Sin City zu geben, und als Co-Regisseur daran mitzuwirken. Der Film kam am 1. April 2005 in die amerikanischen Kinos. Millers Original-Comics waren als Storyboards genutzt worden. Auch Quentin Tarantino war an dem Dreh einer Sequenz beteiligt. Der Film war in Deutschland recht erfolgreich, gerade angesichts der Altersfreigabe ab 18 Jahren. Am 18. September 2014 kam der zweite Sin-City-Film in die Kinos, siehe Sin City: A Dame to Kill For.
2006 folgte eine erfolgreiche Verfilmung von 300 unter der Regie von Zack Snyder, die 2014 mit 300: Rise of an Empire eine Fortsetzung bekam.
2008 inszenierte Miller die Comicverfilmung The Spirit. Bei der Umsetzung der klassischen Spirit-Comics von Will Eisner führte Miller erstmals komplett selbst Regie.
Gemeinsam mit Tom Wheeler schrieb Miller den auf der Artus-Saga basierenden Roman Cursed, der parallel zu einer Serie adaptiert wurde.

## Interviews
Neben politisch gewerteten Interviews und Comics veröffentlichte Miller den comic-historischen Interview-Band 'Eisner/Miller' mit einem über mehrere Tage geführten Gespräch mit Will Eisner.